# Alexandre Havard
 (février 2020).
Alexandre Havard, ou Alexandre Dianine-Havard, est un avocat français auteur de plusieurs livres de développement personnel et de style de management.

## Biographie
Alexandre Dianine-Havard est d'origine française, russe et géorgienne.
Il vit à Moscou.
Il est chrétien, membre numéraire de l'Opus Dei.

## Méthodes de développement personnel
Dans ses livres, Alexandre Havard prétend donner à ses lecteurs un style de management. Leadership et vertu sont liés parce que la vertu crée la confiance, et permet au leader de faire ce que les gens attendent de lui. Il distingue le leader, qui fait avancer les hommes, du manager, qui fait avancer les choses.
Son approche distingue le tempérament, inné, de la vertu, acquise par la répétition. Il soutient que les vertus impriment un caractère à notre tempérament pour que ce tempérament cesse de nous dominer, ainsi celui qui manque de vertu est esclave de son tempérament. Il pense que le leadership n'exclut personne puisque tout le monde peut croître en vertu, le caractère n'étant qu'en ensemble de vertus.
Il se fonde sur les concepts de tempérament et de caractère, en se référant aux travaux d'Hippocrate et d'Aristote, enrichis par la pensée chrétienne,.
Alexandre Havard analyse la vertu de manière systémique.
Son ouvrage Créé pour la grandeur : le leadership comme idéal de vie a été comparé à After virtue, de MacIntyre.
Il considère que la vertu n'a qu'une finalité : celle de se réaliser pleinement en tant qu’être humain. Ainsi, l'efficacité n'est pas l'objectif mais l'une des conséquences d'une vie vertueuse. L'excellence vient en premier, l'efficacité en second. Et la première vertu à acquérir lorsque l'on souhaite être un leader est la vertu de magnanimité, la deuxième étant l'humilité.
L'enseignement du leadership implique nécessairement l'enseignement des vertus. Les leaders s'efforcent de grandir en vertu, ou ne sont pas des leaders. Ainsi leadership et la vertu ne sont pas seulement compatibles, mais synonymes. Ce qui signifie qu'il n'est pas possible d'atteindre la magnanimité, qui est la vertu de l'excellence, si l'on ne travaille pas dans les autres vertus. Les leaders sont définis par la magnanimité et l'humilité.

### Diffusion
Alexandre Havard a créé des instituts du Leadership Vertueux, sont présents sur les cinq continents.
Il a publié plusieurs ouvrages sur la question, et donne notamment des conférences à Shanghai, aux États-Unis par exemple à l'École de guerre de la US Army et de l'US Navy, au Kenya à l'université de Strathmore ainsi qu'à Paris au lycée saint Jean de Passy.
L'université de Mary, dans le Dakota du Nord, a créé un MBA en leadership vertueux, auquel il est associé,.

## La Russie et l'Europe
En dehors du leadership et du développement personnel, A. Dianine-Havard évoque la question des relations entre la Russie et l’Europe. Il estime que le monde en général, et l'Europe en particulier, a besoin du « génie russe ».
En outre, il pense que la renaissance de la Russie est impossible en dehors du Christ, et répète les paroles de Don Javier Echevarria, deuxième successeur de Josémaria Escriva, à la tête de l'Opus Dei : « Après la renaissance de l'Église en Russie, vous êtes responsable de la renaissance de l'Église en Europe et dans le monde entier ».

## Ouvrages
- Créé pour la grandeur: le leadership comme idéal de vie, 2012, édition Le Laurier, 128 pages
- Un chemin russe, 2013, édition Le Laurier, 132 pages
- Le leadership vertueux, 2015, édition Le Laurier
- Manuel pratique de leadership vertueux, 2017, Les Éditions Blanche de Peuterey, 64 pages
- Du tempérament au caractère - Comment devenir un leader vertueux, 2018, édition Le Laurier, 136 pages
- Cœurs libres. Sur l'éducation des sentiments, 2019, Le Laurier, 84 pages.
- Coaché par Jeanne d'Arc, 2020, Essai, édition Le Laurier, 110 pages